# Rarities (The-Beatles-Album)
Rarities (englisch für „Raritäten“) ist das fünfte Kompilationsalbum der britischen Gruppe The Beatles nach deren Trennung, das bisher veröffentlichte Studioaufnahmen beinhaltet, die nicht auf den regulären britischen Studioalben enthalten sind. Das Album erschien am 12. Oktober 1979 in Großbritannien und Deutschland. In den USA wurde das Album nicht separat als Einzelalbum veröffentlicht.

## Entstehung
Das Album war zunächst Bestandteil einer Box The Beatles Collection, die im Dezember 1978 erschien. Neben den britischen Studioalben der Beatles trug Rarities – mit dem Vermerk „Sampler Record – Not For Sale“ („ – nicht zum Verkauf“) auf der Rückseite – zur Attraktivität dieser Sammlung nicht unerheblich bei. In der Box war nicht das US-amerikanische Album Magical Mystery Tour enthalten.
Die US-amerikanische Version des Rarities-Albums (Katalognummer: Capitol SPRO 8969) unterschied sich von der britischen Ausgabe (Katalognummer: Parlophone PSLP 261), da anstatt der deutschen Versionen von Sie liebt dich und Komm, gib mir deine Hand die englischsprachigen Originalversionen verwendet wurden.
Nachdem trotz des „Verbots an den Einzelhandel“ Exemplare von Rarities zu Sammlerpreisen einzeln gehandelt wurden, erschien das Album im Oktober 1979 als Einzelausgabe in Europa, nicht aber in den USA. Die Zusammenstellung des Albums stammte von Colin Miles und Mike Heatley.
Das Album beginnt mit der ersten, im Februar 1968 eingespielten Studioaufnahme von Across the Universe (der sogenannten „Wildlife Version“), die bis dahin nur als Beitrag der Beatles auf dem Benefizalbum für den WWF No One’s Gonna Change Our World im Dezember 1969 veröffentlicht worden war und somit eine echte Rarität darstellte.
Neun weitere Lieder auf Rarities waren als Single-B-Seiten bekannt, vier Lieder stammen von der EP Long Tall Sally. Während die Single-B-Seiten auf keinem britischen Album enthalten sind, wurden die vier Lieder der EP Long Tall Sally erstmals für das Doppelalbum Rock ’n’ Roll Music verwendet. Bad Boy wurde in Großbritannien erstmals im Dezember 1966 auf dem Album A Collection of Beatles Oldies veröffentlicht.
Das Album Rarities beinhaltet nicht die folgenden Lieder, die sich ebenfalls nicht auf einem britischen Studioalbum, aber auf den beiden Kompilationsalben 1962–1966 und 1967–1970, befinden:
- From Me to You
- She Loves You
- I Want to Hold Your Hand
- I Feel Fine
- Day Tripper
- We Can Work It Out
- Paperback Writer
- Lady Madonna
- Hey Jude
- Revolution
- Get Back
- Don’t Let Me Down
- The Ballad of John and Yoko
- Old Brown Shoe
- Let It Be (Singleversion)

Die Singleversion Love Me Do wurde bis dato auch auf keinem Album der Beatles veröffentlicht und erschien erstmals auf der US-amerikanischen Version von Rarities.
Für den US-Markt waren neben Across the Universe die zwei Single-B-Seiten The Inner Light und You Know My Name (Look Up the Number) erstmals auf einem US-amerikanischen Album erschienen.
Mit Rarities erschienen auch in Großbritannien diese drei Titel zum ersten Mal auf einer LP, ebenso wie Sie liebt dich und Komm, gib mir deine Hand, die deutsch gesungenen Versionen von She Loves You und I Want to Hold Your Hand.
Sämtliche Lieder des Albums erschienen später auf den beiden Ausgaben von Past Masters, die Rarities somit inhaltlich abgelöst haben, auch im Hinblick ihrer Vollständigkeit, da diese Kompilationsalben sämtliche Lieder umfassen, die sich nicht auf den britischen Studioalben befinden.
Im März 1980 veröffentlichte Capitol Records anstelle der britischen Version von Rarities unter demselben Titel eine völlig neue Auswahl, die nur noch vier der bisherigen Titel enthielt.

## Wiederveröffentlichung
Das Album Rarities wurde bisher nicht legal auf CD veröffentlicht.

## Covergestaltung
Die Urheberschaft des Coverdesigns ist nicht dokumentiert. Die Ausstattung der Covergestaltung war schlicht; die dunkelblaue Hülle mit goldener Schrift lehnte sich weiterhin an die äußerliche Erscheinung der The Beatles Collection an und war nicht illustriert.
Ausführliche Erläuterungen zu den einzelnen Aufnahmen von Hugh Fielder, Magazin Sounds, nahmen gut die Hälfte der Rückseite des Plattencovers ein. In diesem Text behauptet Fiedler unter anderem: “Only true Beatles followers could claim to have more than half the tracks on this album. And only die-hard fanatics could boast over eighty percent.” (‚Nur echte Beatles-Anhänger könnten behaupten, mehr als die Hälfte der Tracks auf diesem Album zu haben. Und nur eingefleischte Fanatiker könnten sich rühmen, über achtzig Prozent zu haben.‘).

## Titelliste
| Nr. | Lied                                  | Autor                             | Leadgesang       | Länge | Erstveröffentlichung in Europa                                        |
| --- | ------------------------------------- | --------------------------------- | ---------------- | ----- | --------------------------------------------------------------------- |
| 01  | Across the Universe *                 | Lennon/McCartney                  | Lennon           | 3:44  | vom Album No One’s Gonna Change Our World (Benefiz-Kompilationsalbum) |
| 02  | Yes It Is                             | Lennon/McCartney                  | Lennon           | 2:38  | Single-B-Seite von Ticket to Ride                                     |
| 03  | This Boy                              | Lennon/McCartney                  | Lennon/McCartney | 2:11  | Single-B-Seite von I Want to Hold Your Hand                           |
| 04  | The Inner Light                       | Harrison                          | Harrison         | 2:33  | Single-B-Seite von Lady Madonna                                       |
| 05  | I’ll Get You                          | Lennon/McCartney                  | Lennon           | 2:02  | Single-B-Seite von She Loves You                                      |
| 06  | Thank You Girl                        | Lennon/McCartney                  | Lennon           | 1:59  | Single-B-Seite von From Me to You                                     |
| 07  | Komm, gib mir deine Hand *            | Lennon/McCartney, Nicolas/Hellmer | Lennon/McCartney | 2:24  | Single-A-Seite in Deutschland                                         |
| 08  | You Know My Name (Look Up the Number) | Lennon/McCartney                  | Lennon/McCartney | 4:17  | Single-B-Seite von Let It Be                                          |
| 09  | Sie liebt dich *                      | Lennon/McCartney, Camillo Felgen  | Lennon/McCartney | 2:16  | Single-B-Seite in Deutschland von Komm, gib mir deine Hand            |

| Nr. | Lied             | Autor                                               | Leadgesang  | Länge | Erstveröffentlichung in Europa           |
| --- | ---------------- | --------------------------------------------------- | ----------- | ----- | ---------------------------------------- |
| 01  | Rain             | Lennon/McCartney                                    | Lennon      | 2:58  | Single-B-Seite von Paperback Writer      |
| 02  | She’s a Woman    | Lennon/McCartney                                    | McCartney   | 2:59  | Single-B-Seite von I Feel Fine           |
| 03  | Matchbox         | Carl Perkins                                        | Ringo Starr | 1:55  | von der EP Long Tall Sally               |
| 04  | I Call Your Name | Lennon/McCartney                                    | Lennon      | 2:05  | von der EP Long Tall Sally               |
| 05  | Bad Boy *        | Larry Williams                                      | Lennon      | 2:17  | vom Album A Collection of Beatles Oldies |
| 06  | Slow Down        | Larry Williams                                      | Lennon      | 2:54  | von der EP Long Tall Sally               |
| 07  | I’m Down         | Lennon/McCartney                                    | McCartney   | 2:30  | Single-B-Seite von Help!                 |
| 08  | Long Tall Sally  | Enotris Johnson, Robert Blackwell, Richard Penniman | McCartney   | 2:00  | von der EP Long Tall Sally               |

Alle Lieder in Mono außer *

Anmerkung: I’ll Get You, You Know My Name (Look Up the Number), She’s a Woman und I’m Down wird auf der LP irreführenderweise jeweils als Stereoaufnahme bezeichnet.

## US-amerikanische Veröffentlichung
Rarities ist das fünfte Kompilationsalbum von der britischen Gruppe The Beatles nach deren Trennung. Es enthält bisher veröffentlichte Studioaufnahmen sowie zwei neu hergestellte Abmischungen, die nicht oder in diesen Versionen auf den regulären US-amerikanischen Studioalben von Capitol Records enthalten sind. Das Album erschien am 24. März 1980 in den USA. In Großbritannien und Deutschland wurde das Album in dieser Version nicht veröffentlicht.

## Entstehung
In den USA plante Capitol Records im November 1979, die sich in der Box The Beatles Collection befindliche US-amerikanische Version von Rarities (anstatt der deutschen Versionen von Sie liebt dich und Komm, gib mir deine Hand wurden die Originalversionen verwendet) zu veröffentlichen. Erste Pressungen des Albums (Katalognummer: SN 12009) erfolgten im Oktober 1979, eine Veröffentlichung erfolgte jedoch nicht.
Im Jahr 1979 erschien mit Collectors Items ein Bootleg in den USA, das eine Katalognummer für Promotion-Veröffentlichungen von Capitol Records hatte. Die erste Version des Albums Collectors Items (Katalognummer: SPRO 9462) hatte in der Titelliste das Lied I’m Down, dieses wurde in der zweiten Version von Collectors Items (Katalognummer: SPRO 9463) durch Paperback Writer ersetzt. Ob dieses Album, das im Wesentlichen unbekannte und seltene Abmischungen von bereits veröffentlichten Liedern beinhaltet, ursprünglich von Capitol Records vorbereitet oder geplant wurde, ist nicht nachweisbar.
Im März 1980 veröffentlichte Capitol Records dann eine von Randall Davis zusammengestellte, eigenständige Version des Albums Rarities, das Ähnlichkeiten mit dem Album Collectors Items aufwies und für US-amerikanische Käufer „Raritäten“ bot:
1. Love Me Do
Bei dieser Version handelt es sich um die mit Ringo Starr am Schlagzeug eingespielte britische Singleveröffentlichung. In den USA wurde bisher nur die britische LP-Version mit Andy White am Schlagzeug veröffentlicht.
2. Misery
Ursprünglich wurde Misery in den USA auf der Vee-Jay Records-Langspielplatte Introducing… The Beatles veröffentlicht. Erstmals erschien das Lied auf einem Album von Capitol Records, hier neu abgemischt. Die britische Erstveröffentlichung erfolgte auf dem Album Please Please Me.
3. There’s a Place
Ursprünglich wurde There’s a Place in den USA auf der Vee-Jay Records-Langspielplatte Introducing… The Beatles veröffentlicht. Hier erschien das Lied auf einem Album von Capitol Records, es wurde neu abgemischt. Die britische Erstveröffentlichung erfolgte auf dem Album Please Please Me.
4. Sie liebt dich
Am 21. Mai 1964 wurde in den USA auf dem Swan-Label die Single Sie liebt dich / I’ll Get You veröffentlicht, während I’ll Get You sich auch dem US-amerikanischen Album The Beatles’ Second Album befindet, wurde Sie liebt dich erstmals auf einem Capitol Records-Album der Beatles veröffentlicht.
5. And I Love Her
Die US-amerikanische Abmischung von And I Love Her ist mit der britischen nicht identisch. Verwendet wurde aber die deutsche Version des Liedes vom Album Something New, sie enthält eine etwas längere Version von And I Love Her, basierend auf der britischen Abmischung.
6. Help!
Hier wurde die britische Singleversion des Liedes Help! verwendet, die einen anderen Gesang als die US-amerikanische LP-Version hat.
7. I’m Only Sleeping
Das Lied I’m Only Sleeping wurde in den USA erstmals auf dem Album Yesterday and Today in einer anderen Abmischung veröffentlicht. Für das Album Rarities wurde die britische Originalversion verwendet, wobei hier der Gesang mehr zentriert wurde.
8. I Am the Walrus
Für das Album wurde eine neue Version von I Am the Walrus von den Toningenieuren John Palladino und George Irwin hergestellt, indem sie die britische Stereoversion der EP Magical Mystery Tour mit der US-amerikanischen Mono-Singleversion zusammenfügten.
9. Penny Lane
Erstmals wurde eine Stereoversion von Penny Lane in den USA veröffentlicht, angefügt wurde eine kurze eingespielte Sequenz einer Piccolotrompete, die vorher ausschließlich für die US-amerikanische Mono-Promotionsingle verwendet wurde. Die Editierung erfolgte von den Toningenieuren John Palladino und George Irwin.
10. Helter Skelter
In den USA wurde keine Monoversion des Albums The Beatles veröffentlicht. Die Monoversion von Helter Skelter unterscheidet sich deutlich hörbar von der Stereoversion.
11. Don’t Pass Me By
Die Monoversion Don’t Pass Me By unterscheidet sich deutlich hörbar von der Stereoversion.
12. The Inner Light
Das Lied The Inner Light befindet sich auf der britischen Version von Rarities.
13. Across the Universe
Das Lied Across the Universe vom Album No One’s Gonna Change Our World (Benefiz-Kompilationsalbum) befindet sich auf der britischen Version von Rarities.
14. You Know My Name (Look Up the Number)
Das Lied You Know My Name (Look Up the Number) befindet sich ebenfalls auf der britischen Version von Rarities.
15. Sgt. Pepper Inner Groove
Während die Nadel des Plattenspielers über die Auslaufrille der zweiten LP-Seite des Albums Sgt. Pepper’s Lonely Hearts Club Band gleitet, ist auf frühen Pressungen ein hoher Pfeifton von 15 kHz zu hören, der Aufmerksamkeit bei zuhörenden Hunden wecken sollte.[4] In der (konzentrischen) Endrille selber findet sich der versteckte Titel Sgt. Pepper’s Inner Groove, der selbst zwar nur etwa zwei Sekunden dauert, jedoch (nur auf manuell zu bedienenden Plattenspielern) bis ins Unendliche wiederholt wird. Manche behaupten, rückwärts abgespielt sei der Satz “Will Paul return as superman?” zu hören (siehe: Paul is dead), andere hören den Satz “We’ll fuck you like the supermen” heraus. In der Biografie von Barry Miles aus dem Jahr 1997 griff McCartney diesen Punkt auf und berichtete von Leuten, die sich bei ihm über die „Schweinereien“ in der Auslaufrille beschwert hatten. Er stellte klar, dass der Satz nach seiner Erinnerung “Couldn’t really be any other” lautete.[5] Der Pfeifton und die bespielte Leerrille entfielen bei späteren Pressungen beziehungsweise wurden als normaler Track hinter A Day in the Life angehängt. Sgt. Pepper’s Inner Groove wurde auf der US-amerikanischen Version des Albums Sgt. Pepper’s Lonely Hearts Club Band nicht gepresst.

Die US-amerikanische Version von Rarities war im Vergleich zur britischen Version kommerziell erfolgreicher, im Januar 1997 wurde das Album in den USA mit Gold für 500.000 verkaufte Exemplare ausgezeichnet.

## Wiederveröffentlichung
Das US-amerikanische Album Rarities wurde bisher nicht legal auf CD veröffentlicht.

## Covergestaltung
Das Design des Klapp-Covers stammt von Roy Kohara und Henry E. Marquez. Die Anmerkungen zu den einzelnen Liedern wurden von Randall Davis verfasst. Auf der Innenseite der Klapphülle wurden seltene Fotos der Beatles sowie das Butchercover des Albums Yesterday and Today abgedruckt.

## Titelliste
| Nr. | Lied              | Autor            | Leadgesang       | Länge |
| --- | ----------------- | ---------------- | ---------------- | ----- |
| 01  | Love Me Do        | Lennon/McCartney | McCartney/Lennon | 2:22  |
| 02  | Misery            | Lennon/McCartney | Lennon/McCartney | 1:46  |
| 03  | There’s a Place   | Lennon/McCartney | Lennon/McCartney | 1:51  |
| 04  | Sie liebt dich    | Lennon/McCartney | Lennon/McCartney | 2:16  |
| 05  | And I Love Her    | Lennon/McCartney | McCartney        | 2:36  |
| 06  | Help!             | Lennon/McCartney | Lennon           | 2:16  |
| 07  | I’m Only Sleeping | Lennon/McCartney | Lennon           | 2:59  |
| 08  | I Am the Walrus   | Lennon/McCartney | Lennon           | 4:32  |

| Nr. | Lied                                  | Autor            | Leadgesang       | Länge |
| --- | ------------------------------------- | ---------------- | ---------------- | ----- |
| 01  | Penny Lane                            | Lennon/McCartney | McCartney        | 3:00  |
| 02  | Helter Skelter                        | Lennon/McCartney | McCartney        | 3:38  |
| 03  | Don’t Pass Me By                      | Starkey          | Starr            | 3:45  |
| 04  | The Inner Light                       | Harrison         | Harrison         | 2:33  |
| 05  | Across the Universe                   | Lennon/McCartney | Lennon           | 3:44  |
| 06  | You Know My Name (Look Up the Number) | Lennon/McCartney | Lennon/McCartney | 4:17  |
| 07  | Sgt. Pepper Inner Groove              | ?                | ?                | 0:02  |

## Kommerzieller Erfolg

### Chartplatzierungen
| ChartsChartplatzierungen       | Höchstplatzierung | Wochen |
| ------------------------------ | ----------------- | ------ |
| Vereinigte Staaten (Billboard) | 21 (15 Wo.)       | 15     |
| Vereinigtes Königreich (OCC)   | 71 (1 Wo.)        | 1      |

### Auszeichnungen für Musikverkäufe
| Land/Region                  | Auszeichnungen für Musikverkäufe (Land/Region, Auszeichnung, Verkäufe) | Verkäufe |
| ---------------------------- | ---------------------------------------------------------------------- | -------- |
| Kanada (MC)                  | Gold                                                                   | 50.000   |
| Vereinigte Staaten (RIAA)    | Gold                                                                   | 500.000  |
| Vereinigtes Königreich (BPI) | Silber                                                                 | 60.000   |
| Insgesamt                    | 1× Silber · 2× Gold ·                                                  | 610.000  |

Hauptartikel: The Beatles/Auszeichnungen für Musikverkäufe